# Montory
Montory – miejscowość i gmina we Francji, w regionie Nowa Akwitania, w departamencie Pireneje Atlantyckie.
Według danych na rok 1990 gminę zamieszkiwało 379 osób, a gęstość zaludnienia wynosiła 19 osób/km². Wśród 2290 gmin Akwitanii Montory plasuje się na 810. miejscu pod względem liczby ludności, natomiast pod względem powierzchni na miejscu 529.